# Vườn quốc gia Cinque Terre
Vườn quốc gia Cinque Terre (tiếng Ý: Parco Nazionale delle Cinque Terre) là một khu bảo tồn nằm tại La Spezia, Liguria, miền Bắc Ý. Được thành lập vào năm 1999 với diện tích 4.300 mẫu Anh, đây là vườn quốc gia nhỏ nhất của Ý, đồng thời cũng là vườn quốc gia có lượng dân cư định cư nhiều nhất với 5.000 người sinh sống tại năm thị trấn. Ngoài các thị trấn của Cinque Terre là Riomaggiore, Manarola, Corniglia, Vernazza và Monterosso al Mare thì vườn quốc gia còn bao gồm một phần của các xã Levanto và La Spezia. Cinque Terre được UNESCO công nhận là Di sản thế giới từ năm 1997.
Năm thị trấn của Cinque Terre nằm bên vách đá của bờ biển Liguria được kết nối bởi một loạt các con đường mòn làm nổi bật cảnh quan có mối liên hệ tinh tế giữa con người và môi trường. Vườn quốc gia là một công cụ thiết yếu để bảo tồn và duy trì cảnh quan tự nhiên đồng thời thúc đẩy du lịch bền vững, nhất là đối với phát triển kinh tế của Cinque Terre. Để đạt được mục tiêu đó, việc khuyến khích phát triển du lịch có trách nhiệm, giữ gìn bản sắc của các địa điểm, và do đó di sản ruộng bậc thang hiện đang bị đe dọa sẽ được cứu.